# Anthurium resectum
Anthurium resectum är en kallaväxtart som beskrevs av Luis Aloysius, Luigi Sodiro. Anthurium resectum ingår i släktet Anthurium och familjen kallaväxter. Inga underarter finns listade.